# 斑棘高身雀鯛
斑棘高身雀鯛（学名：Stegastes obreptus），又名斑棘眶鋸雀鯛?、厚殼仔，为雀鯛科眶鋸雀鯛屬下的一个种。